# Каравангелис
Каравангелис (грч. Καραβαγγέλης) је насељено место у  општини Кушница у периферији Источна Македонија и Тракија, Грчка. Према попису из 2021. године било је 284 становника.
Каравангелис је 1913. године имао 171 житеља Турчина. Године 1924. турско становништво је принудно исељено у Турску а на њихово место су насељене грчке избегличке породице, којих је на попису из 1928. године било 208. Село се раније звало Девекли